# Kontrapost
Kontrapost (it. contrapposto - nasrotnost) se nanaša na pozo človeškega telesa v stoječem položaju, v katerem človek stoji naslonjen na eno nogo, druga pa je blago pokrčena. Lega se imenuje S-linija. Kolki ustvarjajo linijo, ki se blago spušča proti pokrčeni nogi, ramena pri tem ustvarijo pravokotno linijo, ki se spušča k zravnani nogi. Tako nastane nasprotnost, po kateri je nastal izraz za to pozo, ki je bila zelo priljubljena pri umetnikih v vseh obdobjih do danes.
Kontrapost je izjemno pomemben za kiparski razvoj. Prvič v zahodni umetnosti je bilo človeško telo uporabljeno za izražanje psihološke dispozicije. Uravnotežena, harmonična poza Dečka Kritija kaže mirno in sproščeno stanje duha, uravnovešen temperament, ki je del ideala človeka. Od te točke dalje so grški kiparji iskali idejo kako bi lahko posredovali celoten spekter občutkov ljudi, ki se je zaključila z Laokontom in njegovimi sinovi, skulpturi obupa, tesnobe in polne patosa (1. stoletju našega štetja), v helenističnem obdobju.

## Zgodovina

### Klasična doba
Prvi znani kip narejen z uporabo kontraposta je bil Kritijev deček okoli leta 480 pred našim štetjem, , tako imenovan, ker je bil nekoč pripisan kiparju Kritiju. Možno je, čeprav je verjetno, da so zgodnejši bronasti kipi tudi uporabljali to tehniko, pa niso ohranjeni. Kenneth Clark imenuje kip »prvi lep akt v umetnosti«.  Kip je grški marmor v izvirniku in ne rimska kopija.
Pred uvedbo kontraposta so v Antični Grčiji prevladovali kipi arhaični kuros (moški) in kóre (ženska). Kontrapost je bil uporabljen od začetkov klasičnega zahodnega kiparstva. Glede na kanon klasičnega grškega kiparja Polikleta v 4. stoletju pred našim štetjem, je ena od najbolj pomembnih značilnosti njegovih figurativnih del in tudi njegovih naslednikov, Lizipa, Skopasa, itd. Polikletovi kipi, na primer Diskobolos (Metalec diska) in Doriforos (Kopjenosec), so idealizirali atletske mladeniče z božanskim občutkom zajetim v kontrapostu. V teh delih, medenica ni več na osi z navpičnico kipa kot v arhaičnem slogu starejšega grškega kiparstva pred Kritijevim dečkom.
Kontrapost je mogoče jasno videti v rimskih kopijah kipov Hermesa in Herakleja. Znan primer je marmorni kip Hermes z dojenčkom Dionizom v Olimpiji, ki ga je izdelal Praksitel. To se kaže tudi v rimski kopiji Polyclitusove Amazonke.

### Renesansa
Klasični kontrapost je oživel v renesansi pri italijanskih umetnikih  Donatellu in  Leonardu da Vinciju, sledili pa so Michelangelo, Rafael in drugi umetniki visoke renesanse. Eden izmed večjih dosežkov italijanske renesanse je bilo ponovno odkritje kontraposta, čeprav so ga v manierizmu na veliko uporabljali.

### Moderna doba
Ta tehnika je še vedno v uporabi v kiparstvu.

## Primeri
- Miloška Venera kaže 'S' linijo telesa. Grčija okoli 130-100 pr. n. št..
- Marmorna kopija Doriforos po Polikletu (Vatikanski muzej), zgodnji primer klasičnega kontraposta. Bronast original je zgubljen.
- David, Michelangelo, 1501-04. Ramena kipa kažejo eno smer, boki drugo.
- Leda in labod, kopija Cesare Sesto po izgubi originala Leonarda da Vincija, 1515-1520, Olje na platno, Wilton House, Anglija.